# Hedingia mediterranea
Hedingia mediterranea is een zeekomkommer uit de familie Caudinidae.
De wetenschappelijke naam van de soort werd in 1914 gepubliceerd door C. Bartolini Baldelli.